# Rales (Asturien)
Rales ist eine Parroquia mit 76 Einwohnern (Stand 2014) in der Gemeinde (consejo) Llanes in der nordspanischen autonomen Region Asturien.

## Lage
Der Ort Rales liegt am Mittellauf des Río Bedón etwa 25 Kilometer nördlich der Gebirgskette der Picos de Europa in einer Höhe von ca. 40 Metern ü. d. M. Die Entfernung nach Llanes beträgt etwa 15 Kilometer (Fahrtstrecke) in nordöstlicher Richtung; der Ort Meré befindet sich ca. sechs Kilometer südlich und die Playa de San Antolín etwa sechs Kilometer nördlich.

## Wirtschaft
Die Einwohner von Rales lebten bis in die Mitte des 20. Jahrhunderts hauptsächlich als Selbstversorger von den Erträgen ihrer Felder und Gärten sowie von ihren Obstbäumen und von der Viehzucht. Heute spielt der Tourismus eine nicht unbedeutende Rolle im Wirtschaftsleben des Ortes.

## Geschichte
In den Höhlen von Rales wurden steinzeitliche Kleinfunde gemacht. Kelten, Römer, Westgoten und Mauren haben keinerlei Spuren hinterlassen. Der Ortsname wird urkundlich erstmals im Jahr 1137 erwähnt; der Ort gehörte damals zum Besitz des Klosters San Antolín de Bedón. Mitte des 16. Jahrhunderts wurde das Kloster San Antolín in ein Priorat des heute nicht mehr existierenden Klosters San Salvador de Celorio umgewandelt.

## Sehenswürdigkeiten
- Die umgebende Landschaft von Rales ist waldreich und kann auf Wanderungen erkundet werden.
- Die älteren ein- oder zweigeschossigen Häuser des Ortes sind zumeist aus Bruchsteinen errichtet.
- Im Ort finden sich noch einige wenige traditionelle Kornspeicher (hórreos).
- Die Pfarrkirche des Ortes (Iglesia de Santa María Magdalena) stammt aus dem 18. Jahrhundert und hat einen Portalvorbau (portico) auf ihrer Südseite; der Glockenturm hat eine – in Spanien seltene – Haube und erhebt sich über der Apsis.